# Gregory Jordan Harbaugh
Gregory Jordan Harbaugh (* 15. dubna 1956 v Clevelandu, stát Ohio, USA) je americký kosmonaut. Ve vesmíru byl čtyřikrát.

## Život

### Studium a zaměstnání
V roce 1974 ukončil střední školu Willoughby High School v městě Willoughby a pokračoval studiem na Purdue University, obor astronautika. Po skončení studií nastoupil v roce 1978 do NASA jako technický pracovník. Měl přezdívku Greg. V roce 1987 absolvoval u NASA výcvik a poté byl zařazen do oddílu astronautů.

### Lety do vesmíru
Na oběžnou dráhu se v raketoplánech dostal čtyřikrát ve funkci letového specialisty a strávil ve vesmíru 34 dní, 1 hodinu a 59 minut. Má za sebou i tři výstupy do volného vesmíru (EVA), při nichž v něm strávil přes 18 hodin. Byl 245 člověkem ve vesmíru.
- STS-39 Discovery (28. dubna 1991 – 6. května 1991)
- STS-54 Endeavour (13. leden 1993 – 19. leden 1993)
- STS-71 Atlantis (27. června 1995 – 7. července 1995)
- STS-82 Discovery (11. února 1997 – 21. února 1997)